# 카르발류 총독 대교

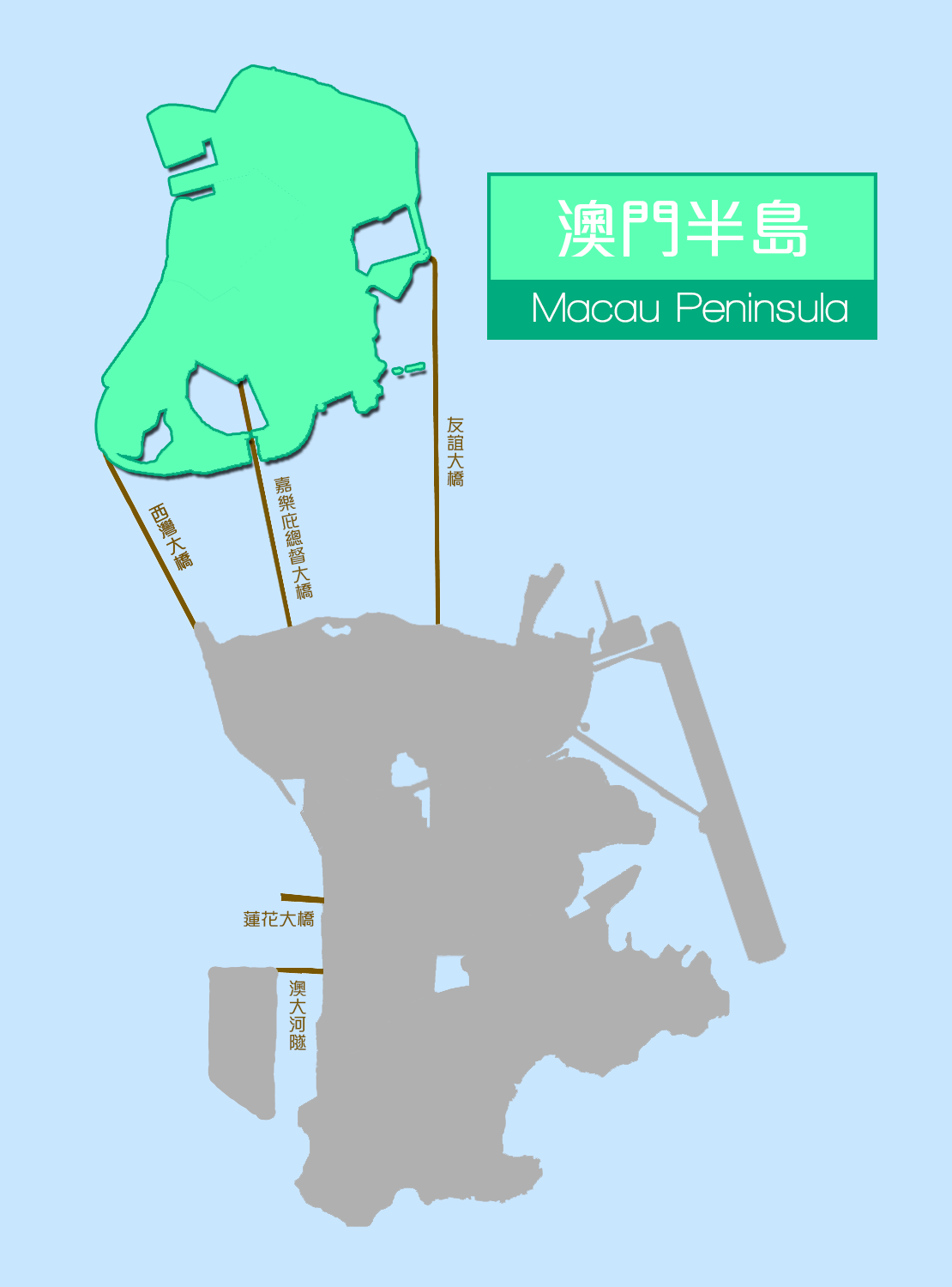
마카오반도(澳門半島)와 섬을 잇는 3개의 다리
지도 왼쪽부터 사이방 대교, 카르발류 총독 대교, 마카오 우의대교

카르발류 총독 대교(중국어 간체자: 嘉乐庇总督大桥, 정체자: 嘉樂庇總督大橋, 병음: Jiālèbì zǒngdū dàqiáo, 포르투갈어: Ponte Governador Nobre de Carvalho) 또는 마카우-타이파 대교(중국어 간체자: 澳氹大桥, 병음: 澳氹大橋)는 마카오반도와 타이파섬을 이은 첫번째 다리이다. 마카오 현지에서는 "구대교"(舊大橋)라고도 부른다.

## 개요

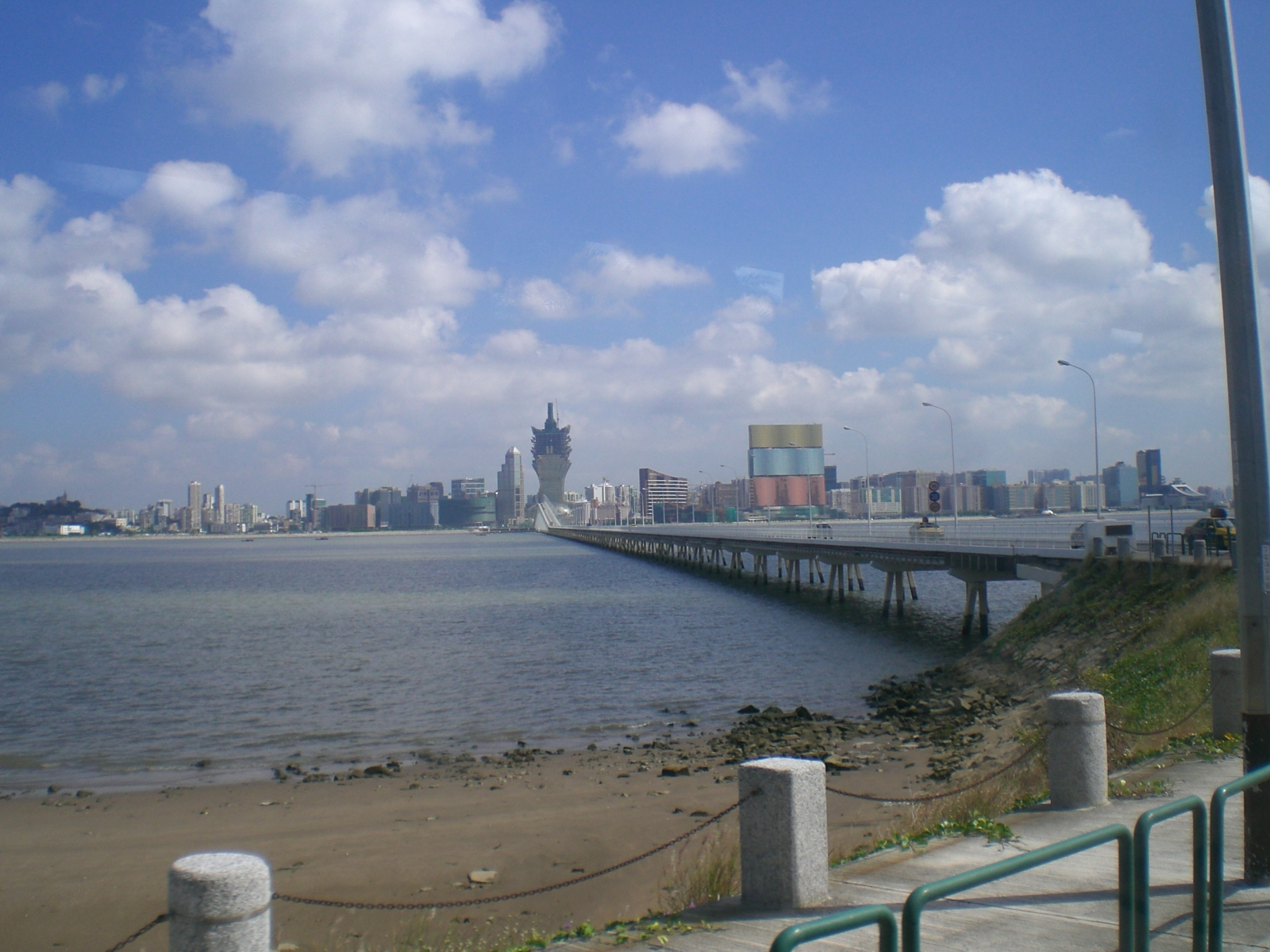
카르발류 총독 대교

이 다리는 1970년에 공사를 시작해 1974년 10월에 개통하였다. 길이 2,569.8 m, 폭 9.2 m로 왕복 2차선이고, 다리 가운데 부분이 선박의 통행을 위해 삼각형 모양으로 솟아 있으며, 개통 당시 세계에서 가장 긴 다리였다.
2005년에 일시 폐쇄한 후 2006년부터는 버스와 택시를 제외한 일반 차량은 통행할 수 없다.
다리의 이름은 개통 당시 마카오 총독이었던 조제 마누엘 드 소자 이 파리아 노브르 드 카르발류의 이름을 땄다.